# Vodacom Cup
La Vodacom Cup era una competizione sudafricana di rugby a 15; era, in ordine di importanza, il secondo torneo interno dopo la Currie Cup e il terzo assoluto dopo il Super Rugby, il campionato professionistico tra le franchige sudafricane, australiane e neozelandesi.
Si teneva esattamente nello stesso periodo di svolgimento del Super Rugby ed era disputata tra le squadre locali che afferivano alle franchise sudafricane nel torneo maggiore.
La prima edizione ebbe luogo nel 1998 e vide trionfare il Griqualand West in finale contro i Golden Lions.
Tra il 1999 e il 2001 e tra il 2010 e 2011 oltre alle province sudafricane ha partecipato anche la Namibia con la squadra delle Welwitschias, mentre dal 2010 al 2013 vi ha partecipato pure una selezione argentina formata dai migliori giocatori del campionato nazionale (Pampas XV). Nel 2014 ha fatto il suo debutto nella competizione la selezione keniota Simba XV in sostituzione dei Pampas XV argentini.
L'ultima edizione del torneo è stata nel 2015, quando la SARU ha deciso di ristrutturare le competizioni nazionali dalla stagione 2016 in poi. Nel 2017 una competizione denominata Rugby Challenge è subentrata alla Vodacom Cup.

## Finali
| Anno | Vincitore        | Risultato | Finalista           | Luogo          |
| ---- | ---------------- | --------- | ------------------- | -------------- |
| 1998 | Griquas          | 57-0      | Golden Lions        | Kimberley      |
| 1999 | Golden Lions     | 73-7      | Griquas             | Johannesburg   |
| 2000 | F.S. Cheetahs    | 44-24     | Griquas             | Bloemfontein   |
| 2001 | Blue Bulls       | 42-24     | Boland Cavaliers    | Pretoria       |
| 2002 | Golden Lions     | 54-38     | Blue Bulls          | Johannesburg   |
| 2003 | Golden Lions     | 26-17     | Blue Bulls          | Pretoria       |
| 2004 | Golden Lions     | 35-16     | Blue Bulls          | Johannesburg   |
| 2005 | Griquas          | 27-25     | Leopards            | Kimberley      |
| 2006 | Falcons          | 25-17     | Natal Wildebeest    | Brakpan        |
| 2007 | Griquas          | 33-29     | Blue Bulls          | Kimberley      |
| 2008 | Blue Bulls       | 25-21     | Free State Cheetahs | Pretoria       |
| 2009 | Griquas          | 28-19     | Blue Bulls          | Pretoria       |
| 2010 | Blue Bulls       | 31-29     | Free State Cheetahs | Pretoria       |
| 2011 | Pampas XV        | 14-9      | Blue Bulls          | Potchefstroom  |
| 2012 | Western Province | 20-18     | Griquas             | Kimberley      |
| 2013 | Golden Lions     | 42-28     | Pumas               | Nelspruit      |
| 2014 | Griquas          | 30-6      | Golden Lions        | Kimberley      |
| 2015 | Pumas            | 24-7      | Western Province    | Città del Capo |

## Vittorie totali
| Squadra          | Vittorie |
| ---------------- | -------- |
| Golden Lions     | 5        |
| Griquas          | 5        |
| Blue Bulls       | 3        |
| Falcons          | 1        |
| Free State       | 1        |
| Pampas XV        | 1        |
| Western Province | 1        |
| Pumas            | 1        |